# Ex Loggia Comunale
Il palazzo della ex Loggia Comunale si trova ad Alcamo, nella provincia di Trapani.

## Storia
I cittadini alcamesi chiamarono loggia la Casa del Comune, cioè il palazzo di città; questo uso era comune in molte città della Sicilia, e risulta anche da diversi atti notarili.
Nella Loggia, che era quindi la sede amministrativa del Comune, vi si tenevano le riunioni dei Giurati (amministratori); il palazzo viene più volte citato in alcuni documenti risalenti al 1525.
La loggia venne ricostruita nel 1548, su progetto dell'architetto Domenico Vitale, sull'area dove esisteva quella vecchia.
Grazie alla soppressione dell'Ordine religioso per ordine di re Ferdinando III, nel 1767 i Giurati si trasferirono presso il Collegio de Gesuiti,  usufruendo così di locali più ampi e funzionali.
A seguito di ciò, la loggia venne lasciata in totale abbandono e, nel 1783 posta in vendita per destinare il ricavato ai lavori nella nuova sede.
Nel 1806, a causa del ritorno dei Gesuiti  ad Alcamo, l'Amministrazione Comunale restituì i locali del Collegio e la sede fu trasferita nel Palazzo Palmerini ubicato vicino alla Chiesa madre, prima in affitto per un anno e poi a censo, come da atto del 3 giugno 1807 presso il notaio Vincenzo Coppola. Non si sa fino a quale anno questo palazzo sia stato la sede del Comune.
Il piano elevato nel 1558 era crollato nella seconda metà del Settecento e parte delle decorazioni vennero quindi usate nella nuova costruzione che cominciò nel 1813. 
Nel secolo scorso proprietari della vecchia loggia sono diventati, ereditando il bene dalla signora Mistretta vedova Guarrasi, la famiglia Tobia ed eredi; nel 1976 parte dell'edificio, ceduta ad un imprenditore edile, è stato ricostruita, lasciando però l'interno inalterato.

## Descrizione
Il palazzo si distingueva per il porticato con due arcate sul Corso e un'altra sulla via Barone San Giuseppe; così scriveva lo storico alcamese Ignazio De Blasi, nel capitolo undicesimo della sua opera intitolata "Discorso storico della opulenta città di Alcamo situata a piè del Monte Bonifato, e dell'antichissima città di Longarico ossia Lacarico, dopo detta Alcamo, su di esso monte:"
la Loggia vecchia casa della città, destinata per i negozi pubblici dell'Università, e dove si convocava il pubblico consiglio per gli affari dello stato, di bellissima architettura, con vari archi e porte nel mezzo degli archi, sostenute da pilastri intagliati d'ordine dorico e ionico.
La facciata è alquanto ricca e imponente, con un basamento alto in travertino lucido e lesene terminanti in mensole scanalate; il portone principale si trova sul Corso 6 Aprile: c'è un arco a tutto sesto fatto di conci. Inoltre, nella via Barone san Giuseppe ci sono quattro ingressi a piano terra e tre balconi con ballatoio in pietra. Nel Corso c'è anche una grande balconata in ferro battuto e tre ingressi.